# Schwimmer-Syndrom

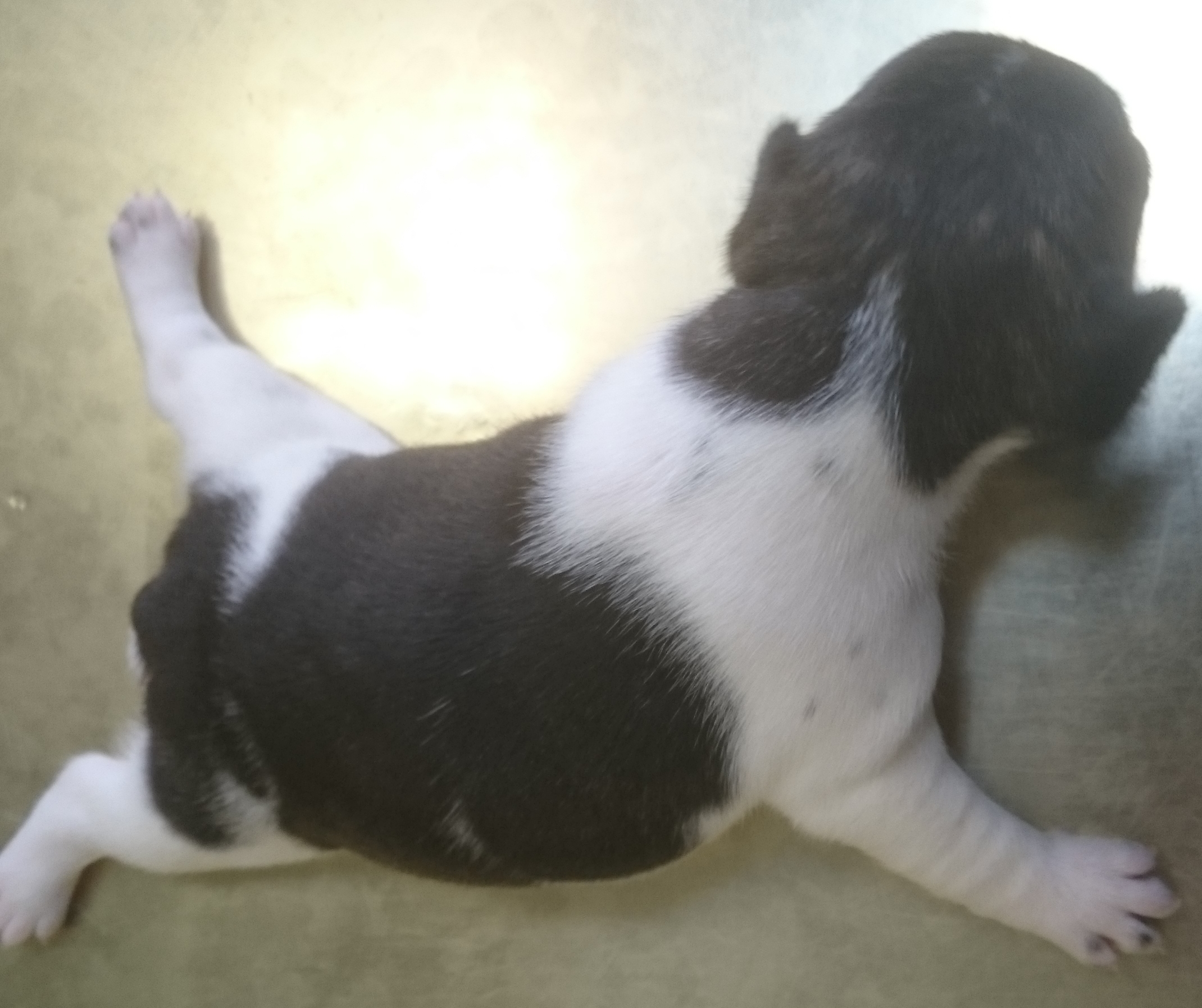
Schwimmer-Syndrom bei einem Welpen der Rasse Französische Bulldogge.

Das Schwimmer-Syndrom, auch Flat Puppy Syndrome genannt, ist eine wenig erforschte Erkrankung bei Hunde- und Katzenwelpen, die mit einer Fehlstellung und gelegentlich Fehlbildung der Gliedmaßen einhergeht.

## Pathophysiologie
Über die Pathophysiologie des Schwimmer-Syndroms ist nur wenig bekannt, und Angaben dazu bleiben spekulativ. In der Literatur werden als mögliche Ursachen Achondroplasie und Osteopetrose genannt (wobei das Syndrom auch bei Welpen mit radiologisch normalem Skelett auftreten kann). Weitere Möglichkeiten sind verzögerte Entwicklung der Muskeln, Sehnen und Bänder, verschiedene Myopathien, Erkrankungen des zentralen und peripheren Nervensystems und/oder der neuromuskulären Endplatten (wobei allerdings die Reflexe der meisten Fälle von Schwimmer-Syndrom normal sind), fütterungsbedingte Erkrankungen und genetische Erkrankungen. Auch pathologische Untersuchungen an Welpen mit Schwimmer-Syndrom führten bisher zu keinen verwertbaren Ergebnissen.

## Klinik

### Signalement
Betroffen sind sowohl Hunde als auch Katzen, wobei die Erkrankung beim Hund besser beschrieben ist. Bei Hunden besteht eine Prädisposition für brachycephale Rassen. Das Schwimmer-Syndrom betrifft junge Welpen und wird meistens zu dem Zeitpunkt erkannt, an dem die gesunden Tiere des Wurfes auf vier Beinen zu gehen beginnen. Die Symptome sind normalerweise bis zum Alter von fünf bis sechs Wochen voll ausgeprägt. Die größten und schwersten Welpen eines Wurfes scheinen am häufigsten betroffen zu sein.

### Symptome
Betroffene Tiere strecken ihre Hintergliedmaßen, seltener auch ihre Vordergliedmaßen seitlich heraus, liegen flach auf dem Boden und können nicht aufstehen. Der Muskeltonus ist vermindert. Die Fortbewegung geschieht mittels schwimmender Ruderbewegungen, was dem Syndrom seinen Namen gab. Die Symptome sind auf glatten Oberflächen stärker ausgeprägt.
Gelegentlich sind neben der fehlerhaften Gliedmaßenstellung auch Missbildungen von Gliedmaßen und Brustkorb (Senkbrust, Pectus excavatum) vorhanden, wobei bei letzterem unklar ist, ob die Missbildung bereits bei der Geburt besteht oder aber erst durch die andauernde Bauchlage und den dadurch auf den Brustkorb ausgeübten Druck entsteht. In schweren Fällen kann durch das verminderte Lungenvolumen eine Dyspnoe sowie eine Neigung zu Lungenentzündungen entstehen.

### Therapie und Prognose
Therapie und Prognose richten sich nach einer eventuell vorhandenen Grundursache. Wird eine solche Ursache nicht gefunden, so müssen die Gliedmaßen belastungsfähig gemacht werden, um den Welpen zum Stehen und Laufen zu bringen. Dies erfolgt über geeignete physiotherapeutische Maßnahmen unter tierärztlicher Kontrolle. Ist eine Senkbrust vorhanden, so muss diese je nach Schweregrad chirurgisch korrigiert werden.
Wird eine Therapie rechtzeitig eingeleitet, ist die Prognose bei einem ansonsten idiopathischen Schwimmer-Syndrom meist gut. Die beste Prognose ergibt sich, wenn physiotherapeutische Maßnahmen im Alter von ca. drei bis vier Wochen eingeleitet werden können, da Fehlstellungen von Gelenken in diesem Alter noch sehr leicht korrigiert werden können.

## Genetik und Zuchthygiene
Neben der erwähnten Prädisposition für brachycephale Rassen scheinen English Bulldog, Basset Hound und Scottish Terrier überproportional häufig vom Schwimmer-Syndrom betroffen zu sein. Bei Katzen ist in einer Studie eine familiäre Häufung in einer Devon-Rex-Zuchtlinie beschrieben. Über den genauen Erbgang ist nichts bekannt.